# Robin Curtis
Robin Curtis (Nova Iorque Mills, 15 de junho de 1956) é uma atriz e agente imobiliária norte-americana, mais conhecida por ter interpretado o papel de Saavik nos filmes Star Trek III: The Search for Spock e Star Trek IV: The Voyage Home.
Seu primeiro papel como atriz foi em 1981 como Rea Dedham no filme Ghost Story. Em seguida Curtis apareceu em dois filmes para televisão e em um episódio da série Knight Rider, conseguindo em 1984 o papel de Saavik em The Search for Spock, retornando dois anos depois para sua sequência The Voyage Home. Pelos anos seguintes Curtis trabalhou em pequenos papéis em diversas séries e telefilmes como MacGyver, LBJ: The Early Years, General Hospital, Star Trek: The Next Generation e Babylon 5, além de alguns filmes para cinema.
Curtis se aposentou da atuação em 1999 e foi morar na pequena cidade de Cazenovia em Nova Iorque. Desde 2004 ela trabalha como agente imobiliária em Manlius, fazendo algumas vezes aparições em convenções de Star Trek.